# عالیجاه
عالیجاه بالاترین مقام رسمی کشوری ایران از دوره صفویه به بعد بوده است. عالیجاه‌ها دو دسته بودند:
نخست امرای سرحد که در خارج از دولت‌خانهٔ شاهی خدمت می‌کردند و موظف بودند همه ساله از درآمد قلمرو حکومت خود حقوق سربازان مخصوص آن محل را تأمین کنند و مبلغ معینی را برای خزانهٔ شاهی و وزیر اعظم بفرستند. همچنین موظف بودند در طول سال نیز به بهانه‌های مختلف پیش‌کش‌ها و هدایایی را از قلمرو تحت حکومت خود تحت عنوان «بارخانه» برای شاه ارسال نمایند. امرای سرحد به چهار طبقه تقسیم می‌شدند:
1. ولات (والیان) که در ایران چهار والی به ترتیب والی عربستان، والی لرستان، والی گرجستان و والی کردستان وجود داشت.
2. بیگلربیگیان که حکومت ولایت‌ها را بر عهده داشتند. (در زمان صفویان ۱۳ ولایت وجود داشت.)
3. خانان
4. سلطانان

و دوم امرای دولت‌خانه که متشکل از پنج گروه بودند. این پنج مقام را که «ارکان دولت قاهره» می‌نامیدند، همگی در دربار شاهی خدمت می‌کردند و هر یک دارای شغلی معین بودند. عناوین شغلی امرای دولت‌خانه عبارت بودند از:
1. اعتمادالدوله (وزیر اعظم)
2. قورچی‌باشی
3. قوللر آقاسی
4. ایشیک آقاسی باشی
5. تفنگچی آقاسی باشی